# أسماء الغزاوي
أسماء الغزاوي (مواليد 30 أغسطس 1976، فاس) عداءة مغربية متخصصة في ركض المسافات المتوسطة.

## مسيرتها
سنة 1999، فازت بالميدالية البرونزية خلال بطولة العالم للعدو الريفي 1999 التي أُقيمت في بلفاست.
في عام 2000، في بطولة أفريقيا لألعاب القوى 2000 بالجزائر، فازت بالميدالية الذهبية في سباق 5000 متر بزمن قدرهُ 15 دقيقة و43 ثانية و46 جزء من الثانية، متقدمة على الإثيوبيتين ميسيريت ديفار ومريما دينبوبا.
فازت بالميدالية الذهبية في سباق 10000 متر، والميدالية الفضية في سباق 5000 متر خلال ألعاب البحر الأبيض المتوسط 2001 في رادس بتونس. فازت بميداليتين فضيتين في هذه المسافات بعد أربع سنوات، وذلك في ألعاب البحر الأبيض المتوسط 2005 في ألمرية بإسبانيا.
في عام 2003، تم إيقافها لمدة عام بسبب تعاطي المنشطات.

## روابط خارجية
- أسماء الغزاوي على موقع الاتحاد الدولي لألعاب القوى (الإنجليزية)
- أسماء الغزاوي على موقع اللجنة الأولمبية الدولية (الإنجليزية)
- أسماء الغزاوي على موقع أوليمبيديا (الإنجليزية)